# Giovanni Becatti
Giovanni Becatti (geboren am 5. Dezember 1912 in Siena; gestorben am 10. April 1973 in Rom) war ein italienischer Klassischer Archäologe.

## Leben
Giovanni Becatti, Sohn von Geremia Becatti und dessen Ehefrau Emma, geborene Buzzagli, begann nach dem Besuch des Gymnasiums „Francesco Guicciardini“ in Siena auf Anregung Ranuccio Bianchi Bandinellis 1929 ein Studium der Geisteswissenschaft an der Universität La Sapienza in Rom. Hier studierte er bei Giulio Emanuele Rizzo Klassische Archäologie und antike Kunstgeschichte sowie bei Giulio Quirino Giglioli Topographie des antiken Italien.
Mit einer von Giulio Quirino Giglioli betreuten Arbeit über die Topographie des antiken Todi wurde er 1933 laureiert. Im gleichen Jahr setzte er mit einem Stipendium seine Ausbildung an der Scuola nazionale di Archeologi in Rom fort. Im Jahr 1936 wurde er Stipendiat der Scuola Archeologica Italiana di Atene, die damals Alessandro Della Seta leitete. Mit den 1940 publizierten Ergebnissen seiner griechischen Forschungen zur hellenistischen Plastik Attikas schloss er 1938 an der Scuola nazionale di Archeologi ab.
Im Jahr 1938 gewann er die Ausschreibung für die Stelle eines Inspektors der italienischen Antikenverwaltung, die ihn nach Ostia Antica führte. Ostia und seine Ausgrabung bestimmten – trotz seiner breit angelegten Interessen – das weitere wissenschaftliche Leben Giovanni Becattis. 1940 erhielt er die libera docenza für Klassische Archäologie und antike Kunstgeschichte.
Während des Zweiten Weltkriegs kamen die Ausgrabungen in Ostia mehr oder weniger zum Erliegen, was Giovanni Becatti ermöglichte, sich mehr um seine akademisch-universitäre Laufbahn zu kümmern. So nahm er von 1941 bis 1944 die Vertretung des Lehrstuhls für Archäologie an der Universität Pisa wahr. Hier unterrichtete er Kunstgeschichte der minoischen, der mykenischen und der archaischen Zeit. Im Jahr 1945 schließlich wurde er Vertretungsprofessor für Klassische Archäologie und griechische sowie römische Kunstgeschichte an der Universität La Sapienza.
Die Universität Mailand berief Becatti 1953 als außerordentlichen Professor für Archäologie sowie griechische und römische Kunst. Hier lehrte er, bis er einem 1956 ergangenen Ruf an die Universität Florenz folgte. Seine Soprintendenz über Ostia gab er während der Zeit nicht auf. 1964 folgte der Ruf auf den Lehrstuhl für Archäologie sowie griechische und römische Kunst an der Universität La Sapienza, wo Becatti die Nachfolge von Ranuccio Bianchi Bandinelli antrat. 1969 trat er in den Ruhestand.

## Forschungen
Bereits 1934 publizierte Giovanni Becatti für die Edizione archeologica della carta d’Italia al 100.000 – ein archäologisches Kartenwerk im Maßstab 1:100.000 – den Band 130 für Orvieto. Parallel arbeitete er seine tesi über Todi für die Forma Italiae auf. Der Band erschien 1938 als Regio VI. Umbria. Band 1: Tuder-Carsulae. Ab 1939 erschienen erste Aufsätze zum Themenkomplex Ostia. Im Jahr 1940 wurde sein Band Musei comunali umbri im Rahmen des internationalen Forschungsprojektes Corpus Vasorum Antiquorum veröffentlicht.
Es folgten Studien zu unterschiedlichen Themen: Auf der einen Seite zum Meister der Giebelfiguren vom Zeustempel in Olympia, die in Band 6 der von Ranuccio Bianchi Bandinelli herausgegebenen Quaderni per lo Studio dell’Archeologia ihren Niederschlag fanden; auf der anderen Seite – angeregt durch den Fund eines Rundaltars mit der Reliefdarstellung der zwölf Götter in Ostia – mit dem Werk des Praxiteles, der laut Pausanias eine Statuengruppe dieser Götter geschaffen haben soll.
Gaetano De Sanctis als Leiter des Istituto dell’Enciclopedia Italiana konnte 1947 Giovanni Becatti für die Redaktion der archäologischen Abteilung der Enciclopedia Italiana gewinnen, die in einer neuen Auflage aktualisiert werden sollte. Später war er Ko-Direktor neben Ranuccio Bianchi Bandinelli, ab 1966 Direktor der Enciclopedia dell’Arte Antica, Classica e Orientale. Im Jahr 1951 publizierte Becatti neben einer Untersuchung zum Meidias-Maler ein grundlegendes Werk, wie es Bernhard Schweitzer als einer der besten Kenner der Materie seiner Zeit nannte, zum Bildhauer Phidias: Problemi fidiaci.
Im Jahr 1953 begann sein Engagement für die Publikationsreihe Scavi di Ostia („Ausgrabungen von Ostia“). Wurde der erste Band zur Topographie, für den er einen umfassenden Beitrag zu Urbanistik und Stadtentwicklung Ostias verfasste, 1953 noch von Guido Calza herausgegeben, besorgte er 1954, 1961 und 1969 für die Bände 2, 4 und 6 allein die Veröffentlichung. Zusammen mit Filippo Magi publizierte er 1956 die etruskischen Wandmalereien der Tomba degli Auguri und der Tomba di Pulcinella.
Mit einer Untersuchung der monumentalen römischen Säulenmonumente wie der Trajanssäule und der Säule Mark Aurels mit ihren Bändern historischer Reliefs wandte er sich 1960 gegen die Anerkennung der römischen Kunstgeschichte als eigenständigem Lehrfach. Römische Kunst zu lehren, ohne ihre Abhängigkeiten von griechischen, insbesondere hellenistischen Vorbildern zu kennen, war für Becatti nicht denkbar. 1965 publizierte er für die Serie „Le grandi epoche dell’arte“ des Verlags Sansoni den Band über die Kunst der Klassik (L’arte dell’età classica). Das Werk wurde bereits 1968 bei Thames & Hudson in englischer Sprache nachgedruckt und erlebte bis 1978 mehrere Neudrucke.
In den 1960er-Jahren griff Becatti meist nur mit kleineren Beiträgen in wissenschaftliche Diskussionen ein, um seinen Standpunkt zu einzelnen Problemen zu verdeutlichen und korrigierend auf die Fehler in den Forschungsansätzen anderer hinzuweisen. Eine Reihe von Artikeln zeugen davon, dass er der letzte maßgebliche Vertreter der philologisch-kunsthistorischen Forschungsrichtung eines Adolf Furtwängler war. Kunst und Kunstentwicklung in ihrer historischen Abhängigkeit zu verstehen oder aufzufassen – Optionen, die Furtwängler durchaus erkannte – lag ihm jedoch bis zum Ende fern, wie sein letzter Beitrag Opere di arte greca nella Roma di Tiberio zeigt.

## Ehrungen und Mitgliedschaften
- Mitglied der Accademia Nazionale dei Lincei
- Mitglied des Deutschen Archäologischen Instituts
- Mitglied der Pontificia Accademia Romana di Archeologia
- Mitglied des Istituto Nazionale di Studi Etruschi ed Italici
- Mitglied des Istituto di studi romani
- Ehrenmitglied der Accademia delle arti dei disegno

## Publikationen (Auswahl)
- Forma Italiae. Regio VI, Umbria. Band 1: Tuder-Carsulae. Danesi, Rom 1938.
- Corpus Vasorum Antiquorum Italien. Band 16: Musei comunali umbri. Libreria dello Stato, Rom 1940.
- Il Maestro di Olimpia (= Quaderni per lo Studio dell’Archeologia. Band 6). Sansoni, Florenz 1943.
- Meidias. Un manierista antico. Sansoni, Florenz 1947.
- Arte e gusto negli scrittori latini. Sansoni, Florenz 1951.
- Problemi fidiaci. Electa, Mailand 1951.
- Scavi di Ostia. Band 2: I mitrei. Libreria dello Stato, Rom 1954.
- Oreficerie antiche dalle minoiche alle barbariche. Istituto poligrafico dello Stato, Rom 1955.
- mit Filippo Magi: Tarquinii. Le pitture delle tombe degli Auguri e del Pulcinella. Istituto poligrafico dello Stato, Rom 1956.
- La colonna coclide istoriata. Problemi storici, iconografici, stilistici (= Studi e materiali del Museo dell’Impero romano. Band 6). „L’Erma“ di Bretschneider, Rom 1960.
- Scavi di Ostia. Band 4: Mosaici e pavimenti marmorei. Libreria dello Stato, Rom 1961.
- L’arte romana. Garzanti, Mailand 1962.
- L’arte dell’età classica. Sansoni, Florenz 1965.
- Scavi di Ostia. Band 6: Edificio con opus sectile fuori Porta Marina. Libreria dello Stato, Rom 1969
- Kosmos. Studi sul mondo classico. „L’Erma“ di Bretschneider, Rom 1987 (gesammelte Schriften).